# Bànkino
Bànkino - Банкино (rus) - és un poble de l'óblast de Bélgorod, a Rússia. El 2021 tenia 171 habitants. Pertany al districte (raion) de Véidelevka.